# Nyctibates corrugatus
Nyctibates corrugatus es una especie de anfibios de la familia Arthroleptidae. Es monotípica del género Nyctibates.
Habita en el sudoeste de Camerún, el sudeste de Nigeria y el norte de Guinea Ecuatorial.
Su hábitat natural incluye bosques tropicales o subtropicales secos y a baja altitud y ríos.